# Капілярний кровообіг
Капіля́рний кровоо́біг — рух крові в найдрібніших судинах (капілярах), що забезпечує обмін речовин між кров'ю і тканинами, 
Капілярний кровообіг здійснюється унаслідок різниці гідростатичного тиску в артеріальному і венозному кінцях капіляра. Тиск в артеріальному кінці дорівнює 30—35 мм рт. ст., що на 8—10 мм. рт. ст. перевищує онкотичний тиск плазми крові, під впливом цієї різниці тиску вода і багато розчинених в ній речовин (окрім високомолекулярних білків) переходять з плазми крові в тканинну рідину, приносячи до тканин необхідні для життєдіяльності речовини. У міру просування крові капіляром гідростатичний тиск спадає і у венозному кінці капіляра становить 12—17 мм. рт. ст., що приблизно на 10 мм. рт. ст. нижче онкотичного тиску крові. Внаслідок цього вода і розчинені в ній речовини переходять з тканинної рідини в плазму. Тим самим забезпечується видалення продуктів обміну з тканин. 
Величина капілярного кровообігу відповідає інтенсивності обміну речовин. Так, в стані спокою на 1 мм² поперечного перетину скелетного м'яза припадає 30—50 функціонуючих капілярів; за інтенсивної діяльності м'яза їх кількість зростає в 50—100 разів.